# Gmina Shushicë
Gmina Shushicë (alb. Komuna Shushicë) – gmina  położona w środkowej części Albanii. Administracyjnie należy do okręgu Elbasan w obwodzie Elbasan. W 2011 roku populacja gminy wynosiła 8731 w tym 4386 kobiet oraz 4345 mężczyzn, z czego Albańczycy stanowili 90,59% mieszkańców.
W skład gminy wchodzi dziewięć miejscowości: Shushicë, Shelcan, Mlizë, Hajdaran, Fush-Bull, Vasjan, Polis i Vogël, Polis Vale, Vreshtaj.